# 大和村
大和村（日语：／ Yamato son */?，琉球語：／ ）是鹿兒島縣位於奄美大島中央西側的一村，屬大島郡。
1875年起，此地被稱為大和濱方，並設有戶長負責管理。直到1908年4月1日奄美群島實施島嶼町村制，改設置大和村至今。

## 歷任村長
1. 時千良　：1908年4月1日～1914年5月1日[2]
2. 西正真　：1914年5月2日～1914年5月20日
3. 窪田清七：1914年5月21日～1920年8月20日
4. 窪田清七：1920年8月21日～1922年3月7日
5. 時善納　：1922年3月8日～1926年3月8日
6. 松元福次郎：1926年3月9日～1930年3月8日
7. 松元福次郎：1930年3月9日～1933年3月18日
8. 音野権一：1933年3月19日～1922年3月18日
9. 時清光　：1936年3月19日～1938年11月30日
10. 鍋島真俊：1938年12月1日～1940年9月19日
11. 森山武茂：1940年9月20日～1943年3月9日
12. 長田重六：1943年3月10日～1946年6月30日
13. 鬼塚真臣：1946年7月1日～1948年6月9日
14. 安田義保：1948年6月10日～1952年6月9日
15. 安田義保：1952年6月10日～1956年6月9日
16. 安田義保：1956年6月10日～1957年9月9日
17. 真田恒永：1957年9月10日～1961年9月9日
18. 真田恒永：1961年9月10日～1965年9月9日
19. 奧田信一：1965年9月10日～1969年9月9日
20. 井原清壽：1969年9月10日～1973年9月9日
21. 井原清壽：1973年9月10日～1977年9月9日
22. 井原清壽：1977年9月9日～1981年9月9日
23. 平山喜一：1981年9月10日～1985年9月9日
24. 濱崎嶺豐：1985年9月10日～1989年1月10日
25. 濱崎嶺豐：1989年2月5日～1989年9月9日
26. 濱崎嶺豐：1989年9月10日～1993年9月9日
27. 玉利龍吉：1993年9月10日～1997年9月9日
28. 玉利龍吉：1997年9月10日～2001年9月9日
29. 永田武光：2001年9月10日～2005年9月9日
30. 永田武光：2005年9月10日～2009年9月9日
31. 伊集院幼：2009年9月10日～現任

## 本地出身之名人
- Azusa：創作歌手